# Freaky Styley
Freaky Styley är det andra albumet av Red Hot Chili Peppers, släppt 1985 genom EMI.
Innan inspelningarna av Freaky Styley sparkade man förre gitarristen Jack Sherman, något som öppnade upp för originalgitarristen Hillel Slovak som återvände till bandet efter sin karriär i bandet "What Is This". Albumet hade fyra singlar: “American Ghost Dance”, “Catholic School Girls Rule”, “Hollywood (Africa)” och “Jungle Man”. "Catholic School Girls Rule" och "Jungle Man" ackompanjerades senare med musikvideor. Framsidan på albumet är en parodi på Michelangelo’s Den yttersta domen.
Albumet är producerat av George Clinton från Parliament Funkadelic, som hade stor påverkan på Red Hot Chili Peppers. Vid inspelningarna var bandet ackompanjerade av en hel blåsorkester, en orkester som även basisten Flea var med i. Albumet hamnade aldrig på Billboard Top 200, och de flesta kritiker ignorerade det totalt och har fortsatt att göra så. Freaky Styley är dock fortfarande en favorit bland de fans som kände till Red Hot Chili Peppers från första början.

## Låtlista
Låtar där inget annat anges skrevs Anthony Kiedis, Flea, Jack Sherman och Cliff Martinez.
1. "Jungle Man" - 4:09
2. "Hollywood (Africa)" (The Meters cover) - 5:03
3. "American Ghost Dance" - 3:44
4. "If You Want Me to Stay" (Sly and the Family Stone cover) - 4:07
5. "Nevermind" (Kiedis, Flea, Hillel Slovak, Jack Irons) - 2:48
6. "Freaky Styley" - 3:39
7. "Blackeyed Blonde" - 2:39
8. "The Brothers Cup" (Kiedis, Flea, Slovak, Irons) - 3:27
9. "Battleship" - 1:53
10. "Lovin' and Touchin'" - 0:36
11. "Catholic School Girls Rule" - 1:55
12. "Sex Rap" (Kiedis, Flea, Slovak, Irons) - 1:54
13. "Thirty Dirty Birds" (Kiedis, Flea, Slovak, Irons) - 0:14
14. "Yertle the Turtle" (Dr. Seuss) - 3:38

## Musiker
Red Hot Chili Peppers
- Anthony Kiedis - sång
- Flea - bas, trumpet
- Hillel Slovak - gitarr
- Cliff Martinez - trummor

Andra musiker
- Blåsorkestern "The Horny Horns"